# King Gnu
King Gnu est un groupe de rock japonais formé en 2013 ,. 
Il est composé de Daiki Tsuneta (chanteur, guitariste et principal compositeur du groupe), Satoru Iguchi (chanteur et claviériste), Arai Kazuki (bassiste) et Seki Yū (batteur).
Daiki Tsuneta mène également une carrière solo sous le nom de Millenium Parade.

## Carrière
En 2013, le groupe se forme sous le nom de Mrs. Vinci, et ne sortent rien pendant 2 ans, puis se renomme Srv. Vinci et sortent un album sous ce nom, Mad Me More Soflty (2015). 
Ils changent de nom le 26 avril 2017, optant pour le nom actuel King Gnu et sortent un deuxième album sous ce nouveau nom, Tokyo Rendez-Vous. Le succès de cet album leur permet de jouer au Fuji Rock Festival en 2017, ainsi qu'en 2018. 
En janvier 2019, le groupe sort Sympa, 3ème album du groupe, mais le 1er chez leur nouveau label Ariola Japan. Cet album comporte notamment la musique Prayer X,  l'ending de l'anime Banana Fish.

## Discographie

### Albums studio

#### Sous King Gnu
L'album Tokyo Rendez-Vous sera réédité en 2019 chez Ariola Japan en même temps que la sortie de l'album Sympa.

### Singles promotionnels
- Tokyo Rendez-Vous (2017)
- McDonald Romance (2017)
- Vinyl (2017)
- Slumberland (2018)
- Flash!!! (2018)
- Prayer X (2018)
- Hakujitsu (白日) (2019)
- Hikoutei (飛行艇) (2019)
- Umbrella (傘) (2019)
- Teenage Forever (2019)
- Sanmon Shousetsu (三文小説) (2020)
- Senryou Ykusha (千両役者) (2020)

### Apparitions en tant qu'invités
- Kazari Janai No Yo Namida Wa (Hommage à Yōsui Inoue) (2019)

## Certifications
| Année | Évènement                              | Prix                                      | Nomination | Résultat |
| ----- | -------------------------------------- | ----------------------------------------- | ---------- | -------- |
| 2019  | MTV Video Music Awards 2019 au Japon   | Meilleure vidéo de l'année                | Hakujitsu  | Lauréat  |
| 2019  | MTV Video Music Awards 2019 au Japon   | Meilleure vidéo d'un nouvel artiste       | Hakujitsu  | Lauréat  |
| 2019  | 61e Prix du disque japonais            | Prix de l'album d'excellence              | Sympa      | Lauréat  |
| 2019  | MTV Europe Music Awards 2019           | Best Japanese Act                         |            | Lauréat  |
| 2019  | Prix de la musique asiatique Mnet 2019 | Meilleur nouvel artiste asiatique - Japon |            | Lauréat  |